# Ted Jensen
Ted Jensen (ur. 19 września 1954 w New Haven) – amerykański producent muzyczny oraz inżynier dźwięku i masteringu, właściciel i szef studia Sterling Sound znajdującego się na najwyższym piętrze Chelsea Market w Nowym Jorku, obecnie uważany za jednego z najbardziej popularnych inżynierów dźwięku. Wyprodukował w sumie ponad 2400 albumów muzycznych, w tym ponad 1100 albumów wykonawców z kręgu muzyki pop oraz szeroko pojętego rocka i heavy metalu.

## Życiorys
Jest synem Carla i Margaret. Rodzice Jensena byli muzykami. Ojciec studiował na Uniwersytecie Yale, natomiast matka w Oberlin College i Skidmore College. Jensen ma brata Ricka oraz dwie córki, Kristen i Kim. Podczas nauki w liceum Jensen budował swój własny sprzęt stereo i zaczął nagrywać lokalne zespoły, zarówno w studiu jak i na żywo. W tym czasie, nagrał kilka spektakli dla Yale Symphony Orchestra w Woolsey Hall, a także poznał Marka Levinsona. Jensen dołączył do niego i pomagał w produkcji niektórych wczesnych projektów. W roku 1975 Jensen po sześciu latach współpracy, zdecydował się rozpocząć pracę w Sterling Studio w Nowym Jorku.

### Kariera zawodowa
Kiedy dołączył do Sterling Sound, w studiu pracowało trzech inżynierów masteringu – George Marino, Lee Hulko oraz Greg Calbi. Jensen zajął się procesem masteringu singla grupy Talking Heads „Love → Building on Fire”, oraz rok później „Hotel California” Eagles. W 1977 wykonał proces masteringu albumu The Stranger Billy’ego Joela. W 1984 Jensen awansował na szefa masteringu w Sterling Sound, i od tego czasu nadzorował kilka własnych postępów w opanowywaniu technologii. Obejmowało to między innymi współpracę z Neve Electronics w połowie lat 80., polegającą na opracowaniu pierwszej w pełni cyfrowej konsoli do masteringu DTC-1 oraz bycie jednym z konsultantów Apple Inc. do spraw masteringu w programie iTunes. Jensen zajmował się także projektem niektórych monitorów studyjnych w Sterling Sound, używanych przez inżyniera masteringu Toma Coyne’a. W roku 1998 Jensen, Greg Calbi oraz Tom Coyne wraz z Murat Akta (współzałożyciel Absolute Audio) odkupili studio Sterling Sound, należące do Lee Hulko.
Ten Jensen znany jest ze współpracy z następującymi wykonawcami: Billy Joel, Bee Gees, Eagles, Bob Marley, AC/DC, Bill Wyman, Randy Newman, Blue Öyster Cult, Talking Heads, Donna Summer, Cat Stevens, Meat Loaf, Lou Reed, Diana Ross, Bad Company, Patti Austin, Kiss, The Who, Joe Cocker, Carlos Santana, Foreigner, Mercyful Fate, Steve Winwood, Simply Red, The Rolling Stones, Eric Clapton, Madonna, B.B. King, Styx, Metallica, Jean-Michel Jarre, Marillion, Green Day, Keith Richards, Roxette, Dream Theater, Miles Davis, a-ha, Boston, Frank Sinatra, Our Lady Peace, Overkill, Deftones, Pantera, Bonnie Tyler, Fear Factory, Deep Purple, David Byrne, Muse, R.E.M., Soulfly, Marilyn Manson, Dave Matthews Band, George Michael, Slipknot, Ricky Martin, Melanie C, Toto, Creed, Machine Head, Disturbed, Duran Duran, James Taylor, Godsmack, P.O.D., Sepultura, Shakira, Jennifer Lopez, Rod Stewart, Down, Bon Jovi, 3 Doors Down, Lynyrd Skynyrd, Kid Rock, Evanescence, Papa Roach, Lenny Kravitz, Korn, Limp Bizkit, Theory of a Deadman, Nickelback, Kings of Leon, Bullet for My Valentine, Trivium, Breaking Benjamin, Stone Sour, Apocalyptica, Björk, HIM, Maroon 5, Seether, Puddle of Mudd, Sevendust, Sigur Rós, Ringo Starr, Moby, Staind, Rise Against, Lacuna Coil, Halestorm, Behemoth, Daughtry, Alice in Chains, Orianthi, Stone Temple Pilots, Death Angel, Airbourne, Alter Bridge, Mastodon, Bush, Coldplay, Saxon, Soundgarden, The Offspring, Megadeth, Iron Maiden, Killswitch Engage, Slash, As I Lay Dying, Times of Grace.

## Nagrody i wyróżnienia
Od 1976 Jensen wykonał mastering 16 albumów, które otrzymały nagrodę Grammy w kategorii Nagranie roku, Album roku oraz Najlepszy mastering.
W 2003 uzyskał nagrodę Grammy za mastering albumu studyjnego Come Away with Me piosenkarki i pianistki Nory Jones, który rok wcześniej triumfował w kategorii Album roku.
Jensen otrzymał także pięć nominacji do nagrody 20 Mix Foundation TEC:
- 1999 – wybitne osiągnięcia twórcze
- 2005 – wybitne osiągnięcia twórcze w dokumentacji produkcji / Singel lub ścieżka dla Green Day „American Idiot” – American Idiot
- 2008 – wybitne osiągnięcia twórcze dla nagrywania dźwięku przestrzennego / James Taylor – One Man Band
- 2010 – wybitne osiągnięcia twórcze w dokumentacji produkcji / Singel lub ścieżka dla Green Day „21st Century Breakdown” – 21st Century Breakdown
- 2010 – wybitne osiągnięcia twórcze dla nagrania produkcji / Albumu dla Green Day 21st Century Breakdown

W roku 2008 został laureatem nagrody TEC Awards.